# Вулиця Грузинська (Львів)
Ву́лиця Грузи́нська — вулиця у Залізничному районі міста Львова, в місцевості Сигнівка. Сполучає вулиці Гречану та Ліщинову. Прилучаються вулиці Церетелі, Самбірська та Ірчана.

## Історія
Виникла на початку XX століття у складі передміського селища Сигнівка. Після входження селища до меж міста 11 квітня 1930 року, вулиці колишнього села були перейменовані або ж новоутвореним вулицям надавалися певні назви. Так, ще до 1938 року вулиця мала назву Грудецька дорога. 1938 року перейменована на вулицю Глоговського, на честь польського художника, архітектора, етнографа Єжи Глоговського. Сучасна назва вулиця Грузинська, походить з 1950 року.

## Забудова
Забудова вулиці Грузинської — одно- та двоповерховий конструктивізм 1930-х років, нові індивідуальні забудови, промислова забудова. У 1935—1938 роках на нинішніх вулицях Гречаній, Церетелі, Грузинській та Кавказькій виникла колонія індивідуальних будинків Товариства робітничих осель (пол. TOR). Колонія складалася з одноповерхових спарених будинків двох типів, які продавалися в кредит. Коштом міста тут збудували дитячий садочок та семикласну школу. Нині лише декілька з-понад сотні будинків зберегли свій первісний вигляд.